# Polgár (Hungría)
Polgár es una ciudad en el condado de Hajdú-Bihar en el este de Hungría.
La ciudad tiene 7 841 habitantes (2024). Se encuentra en el punto medio de 3 condados en el extremo de la autopista 3. Su vegetación natural es parte del distrito de Tiszántúl, y las aves son la más valiosa de su fauna. En las cercanías de Polgár se excavaron varios elementos de la Edad de Bronce. La iglesia de la Santísima Virgen fue construida entre 1852 y 1856 en estilo neoclásico según los planos de József Hild. En 1944, fue destruida, y luego fue reconstruida entre 1948 y 1958.
El grupo de edificios Kálvária de 1769 es un monumento protegido que incluye la Casa Polonkai. La ciudad es pintoresca ya que las calles de esta ciudad comercial conservan las características de la arquitectura popular de Matyóland. Las instalaciones de salud y spa incluyen un baño medicinal al aire libre e instalaciones para deportes acuáticos. Un lago con barcaza y un parque de 20 hectáreas también forman parte de las instalaciones. Hay un camping con capacidad para 30 personas junto a las instalaciones.

## Etimología
Polgár es un nombre de estatus para un hombre libre de una ciudad, un nombre magiar o húngaro especialmente para alguien que era miembro del consejo de gobierno de una ciudad.

## Lugares de interés
- Colina del Calvario
- Baño de playa (agua medicinal)
- Parque Arqueológico
- Planta de quema de neumáticos (la tercera planta de quema más grande en construcción en Hungría).

## Demografía
En 2001, el 94% de la población de la ciudad se declaró húngara y el 6% romaní.

## Personajes notables
- Géza Némethy (1865-1937), filólogo clásico, historiador literario y miembro de la Academia Húngara de Ciencias.
- István Barankovics (1906-1974) fue un político y periodista, uno de los líderes del Movimiento Popular Cristiano Húngaro y secretario general del Partido Democrático del Pueblo.
- Ildikó Pécs (1940-2020), premio Jászai Mari y premio Kossuth .
- Sándor Klacsmányi (1941-2011) fue periodista y traductor.
- András Görömbei (1945-2013), historiador literario, miembro corresponsal de la Academia Húngara de Ciencias, Premio Kossuth (2000).